# Vlaamse Wielrijdersbond
De Vlaamse Wielrijdersbond (VWB) is een vzw opgericht in 1977 door huidig voorzitter Frans van Ingelgem. De VWB telt sinds 2023 meer dan 184.000 leden en 1500 aangesloten clubs en is daarmee de grootste wielerfederatie in België. Het is een officieel erkende federatie door de Vlaamse Gemeenschap. De focus ligt op wielertoerisme en recreatief fietsen.
De VWB is opgericht met als doel om het competitief en recreatief fietsen te promoten en om de actieve fietsliefhebber te begeleiden en sensibiliseren.
De hoofdzetel situeert zich in Buggenhout, Oost-Vlaanderen.
Iedere eerste zaterdag van augustus organiseren zij hun Sean Kelly Classic in Vielsalm.

## Magazine
De VWB brengt om de twee maanden het magazine "Wielrijder & Biker" uit. Dit magazine telt ongeveer 180 pagina's en is met een oplage van meer dan 65.000 exemplaren het meest gelezen wielertijdschrift van de Benelux.